# ジャン・フランシスク・コワニエ

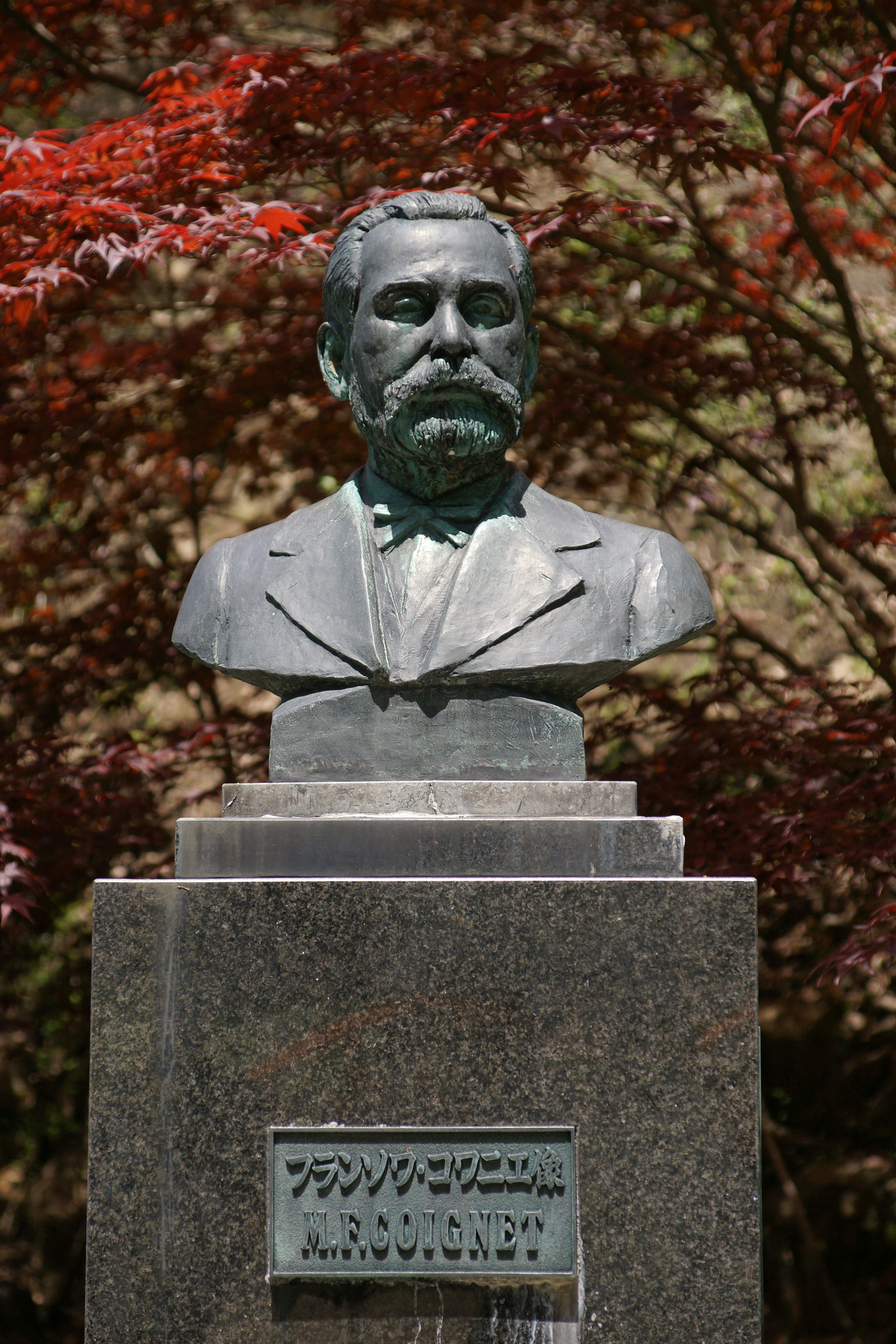
生野銀山鉱口前に建つジャン＝フランソワ・コワニェの胸像

ジャン・フランソワ・コワニェ（Jean-François Coignet、1837年 - 1902年6月18日）は、フランスより招聘されたお雇い外国人技師のひとりである。兵庫県・生野銀山（生野鉱山）の近代化に尽力の傍ら、日本各地の鉱山調査を行った。

## 人物・生涯
コワニェは、フランスのサン＝テティエンヌの鉱山学校（後のサンテティエンヌ国立高等鉱業学校）を卒業したのち、メキシコ・マダガスカルなど世界各地の鉱山を視察し、1867年（慶應3年）より鉱業資源調査のために薩摩藩によって招聘されていた。
明治新政府は官営鉱山体制を確立すべく、明治元年、江戸幕府から受け継いだ産業資産のひとつである但馬国の生野鉱山（現・兵庫県朝来市生野町）の鉱山経営を近代化するため、コワニェは帝国主任鉱山技師として現地に派遣された。鉱山長・朝倉盛明の元、政府直轄となったこの鉱山を再興するため、鉱山学校（鉱山学伝習学校）を開設し新政府の技術者らを鉱山士として指導、近代的鉱山学の手法により当時の欧米先進技術を施し成果を挙げる。
坑口の補強にフランス式組石技術を採用し、鑿（のみ）と鏨（たがね）だけの人力のみに頼っていた採掘作業に火薬発破を導入、運搬作業の効率化を図り機械化を推進、軌道や巻揚機を新設した。また、より金品位の高い鉱石脈に眼をつけ、採掘の対象をそれまでの銅中心から金銀に変更するよう進言した。さらに、製錬した鉱石その他の物資輸送のための搬路整備を提案し、生野〜飾磨間に幅員6m・全長約49kmの、当時としては最新鋭のマカダム式舗装道路「生野鉱山寮馬車道」として1876年（明治9年）結実する。大阪の造幣寮（現・造幣局）への積出し港である飾磨港（現・姫路港）の改修なども指導し、発掘から積み出しまでの工程を整備した。
着任当初の鉱山の混乱（播但一揆に伴う鉱山支庁焼打ち事件：明治4年）もあり一時離日するが、その後再任し上記事業に本格的に取り組んだ。大蔵卿・大隈重信の官営鉱山抜本的改革についての諮問により、日本滞在中に各地の鉱山調査もあわせて行い、1874年（明治7年）『日本鉱物資源に関する覚書』（Note sur la richesse minérale du Japon）を著した。1877年（明治10年）1月に任を解かれ帰国、1902年、郷里のサンテティエンヌにて67歳で死去。
銀山現地にはコワニェの業績を称え、彼のブロンズ胸像が建つ。当時、生野の鉱山にはフランスから地質家・鉱山技師・冶金技師・坑夫・医師らが呼ばれ、その総数は24名に達したという。

## 関連人物
- 中江種造（なかえ・たねぞう、1846 - 1931）
豊岡藩出身の鉱業家。幕府貨幣司から新政府の鉱山司役人に転じ、コワニェとともに銀山開発に尽力した。のちに古河家の顧問役をつとめ「古河鉱業」を大きく成長させ、独立したあと、各地の鉱山を手中にし「鉱山王」とも呼ばれた。山林事業にも意欲的で成功し、郷里・豊岡の事業や後進の育成を推進した。
- 広瀬宰平（ひろせ・さいへい、1828 - 1914）
別子銅山支配人（1865 - 1894）。鉱山司付属試補として住友家より出仕、生野鉱山にて黒色火薬を用いた近代的採鉱法や冶金技術を視察し、銅山の再生に西洋技術および近代的経営法の不可欠を確信、1872年（明治5年）コワニェの別子視察を要請し、1874年L・ラロックを雇用した。1876年別子近代化起業方針を打ち出し、改革に着手する。1877年、住友家の指名を受けて初代「住友」総理事となり、以降明治期関西財界の実力者となる。
- 高島北海（たかしま・ほっかい、1850 - 1931）
萩・明倫館の出身で明治政府工部省の技術官僚にして画家。1872年（明治5年）から4年間、生野鉱山に勤務する。コワニェからフランス語を学び、治水や山林・地質・植物に関する学問を元に政府の命により渡欧、フランス・ナンシーに渡り3年間滞在する。元来絵画を好んだ彼は、当時アール・ヌーボーの旗手であったエミール・ガレらと交友、日本文化や植物に関する知識を紹介し、その新興芸術に多大な影響をあたえた。